# New World Interactive
New World Interactive (auch bekannt als New World oder NWI) ist ein US-amerikanischer Videospielentwickler. Das Unternehmen wurde 2010 mit Sitz in Denver, Colorado gegründet und ist für die Spiele Insurgency, Day of Infamy und Insurgency: Sandstorm bekannt.

## Geschichte
Jeremy Blum und Andrew Spearin begannen mit der Entwicklung einer Mod für die Spiel-Engine Source namens Insurgency: Modern Infantry Combat. Andrew Spearin begann mit der Entwicklung des Spiels im Jahr 2002, nachdem er selbst Erfahrungen in der kanadischen Armee gesammelt hatte. Der Gründer der Red-Orchestra-Mod, Jeremy Blum, trat dem kleinen Team mit anderen Red-Orchestra-Entwicklern bei. Die Gründung des Entwicklerstudios erfolgte im Jahr 2010.
Am 13. August 2020 wurde New World Interactive von der Embracer Group übernommen.

## Spiele

### Insurgency
Die Produktion des Ego-Shooters begann im Jahr 2011. Das Spiel basiert auf der Source-Engine. Nach einem Jahr Entwicklungszeit war das Spiel erstmals bei PAX Prime zu sehen. Dort probierten hunderte von Spielern Insurgency zum ersten Mal aus. Am 1. März 2013 startete die Early-Access-Phase. Die offizielle Veröffentlichung auf Steam erfolgte am 22. Januar 2014.

### Day of Infamy
Day of Infamy ist ein Taktischer Multiplayer-Shooter, der im Zweiten Weltkrieg angesiedelt ist. Auch Day of Infamy basiert auf der Source-Engine. Ab dem 28. Juli 2016 war das Spiel vier Tage lang als Alpha-Version auf Steam verfügbar. Veröffentlicht wurde es am 23. März 2017. Das Computerspiel besitzt charakteristische Elemente seines Vorgängers, wie z. B. ein minimalistisches HUD, auch ein Fadenkreuz fehlt. Darüber hinaus wurde das Spiel um neue Gameplay-Elemente erweitert.

### Insurgency: Sandstorm
Insurgency: Sandstorm ist der Nachfolger von Insurgency. Das Spiel ist ein teambasierter, taktischer First-Person-Shooter, der am 12. Dezember 2018 für Windows erstveröffentlicht wurde. Anders als Insurgency und Day of Infamy, basiert Insurgency: Sandstorm auf der Unreal Engine. Neben über 40 Waffen stehen auch verschiedene Mehrspieler- und Koop-Modi zur Verfügung.